# إم. جون هاريسون
إم. جون هاريسون (بالإنجليزية: M. John Harrison)‏‏ (26 يوليو 1945 في رغبي - ) كاتب، وروائي، وكاتب خيال علمي من المملكة المتحدة.

## الجوائز
- جائزة أذرويز [الإنجليزية]‏[14]
- جائزة تاهتيفيلتايا [الإنجليزية]‏
- جائزة آرثر سي كلارك
- Philip K. Dick Award [الإنجليزية]‏